# Imja Tse
Imja Tse, más conocido como Island Peak (o Pico Isla en castellano) es una montaña en el Parque nacional de Sagarmatha en el Himalaya de Nepal. El pico fue bautizado en 1951 por un equipo liderado por Eric Shipton, dado que parecía una isla en un mar de hielo cuando se mira desde Dingboche. El pico fue rebautizado posteriormente en 1983 a Imja Tse, pero aún se conoce popularmente cono Island Peak.
El pico es realmente una extensión del risco que baja desde el lado sur del Lhotse.
El Imja Tse fue ascendido por primera vez en 1953 como parte del entrenamiento de una expedición británica que tenían como objetivo el monte Everest. Este equipo incluía a Charles Evans, Alf Gregory, Charles Wylie y Tenzing Norgay, con otros 7 sherpas.
Esta montaña suele ser un atractivo popular para escaladores y alpinistas en Nepal, con una moderada dificultad técnica para su ascenso. Puede ser ascendido en un viaje de ida y vuelta desde Katmandú en 20 días.

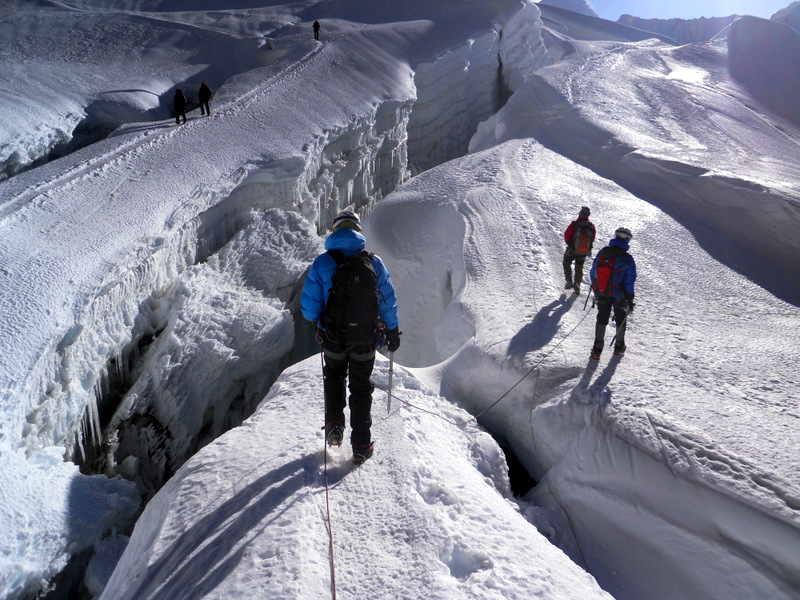
Negociando grieta nevada en la ruta a la cima del Imja Tse

## Ruta de ascenso

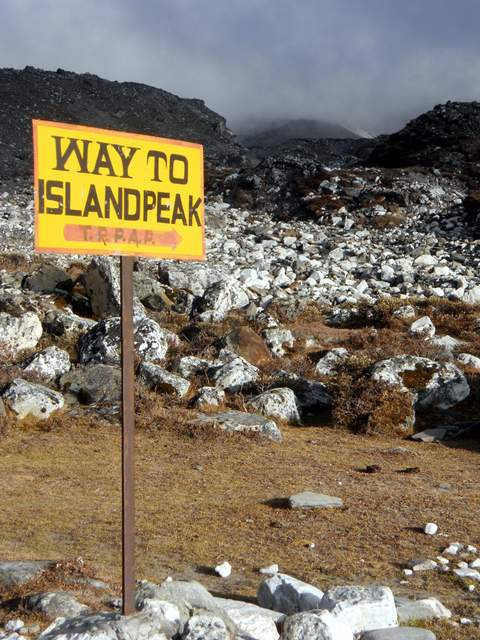
Señal indicando la ruta al campo base del Imja Tse

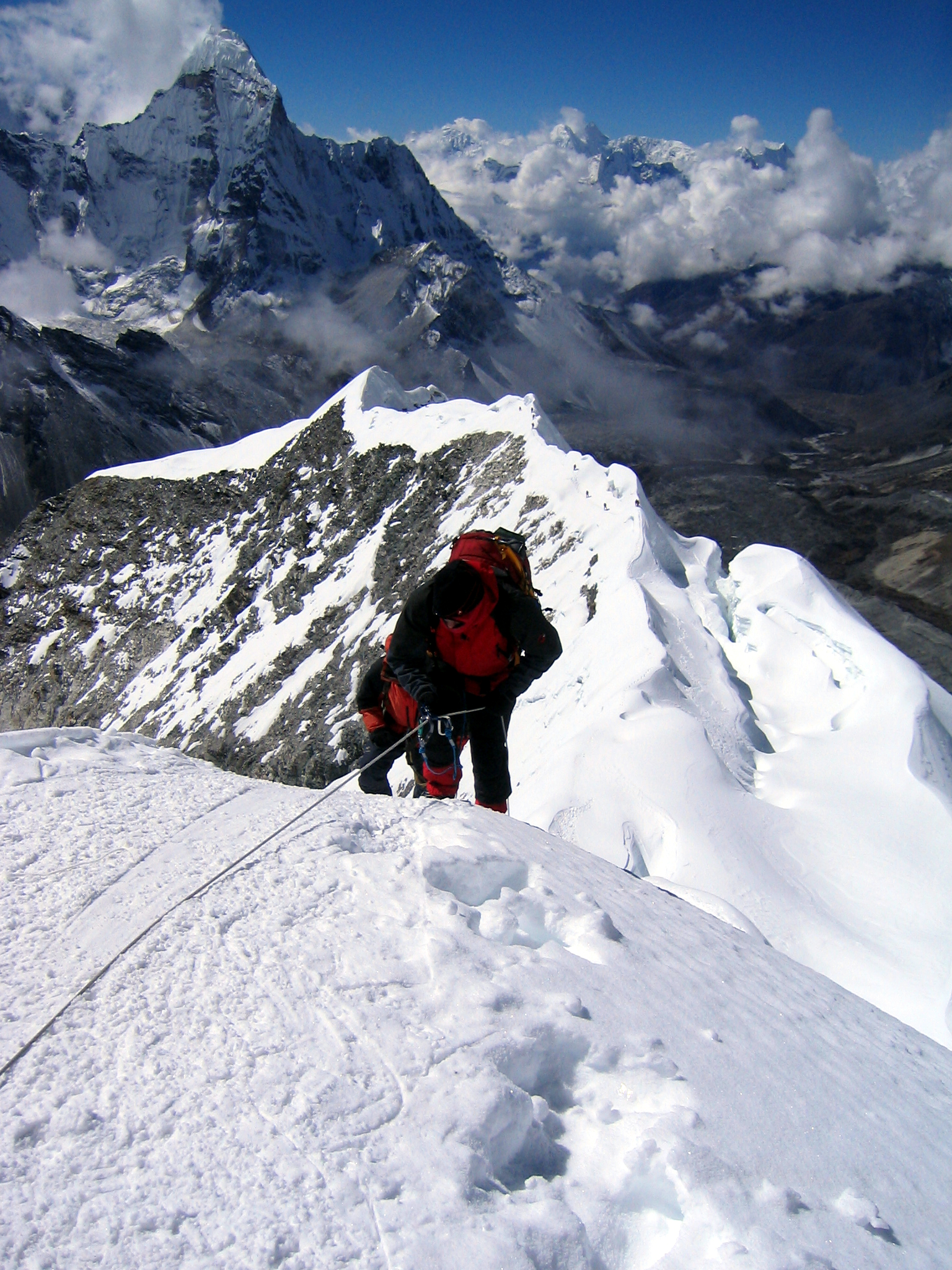
Escalador en sus últimos pasos a la cima a 6160 msnm. en 2004

Para ascender el Island Peak, existe la opción de empezar en un campo base a 5087 m s. n. m., llamado Parasheya Gyab, y empezar el ataque a cima sobre las 2 o 3 de la madrugada. Otra opción popular es ascender al campo base avanzado a 5600 m s. n. m. para reducir el tiempo y esfuerzo requerido el día de cima.
Sin embargo, el suministro de agua y problemas para dormir a tal altitud pueden obligar a empezar desde el campo base.
El paso desde el campo base al campo base avanzado es básicamente un senderismo de montaña, pero a partir del campo base avanzado se encuentran algunas zonas que requieren trepadas y el paso de grietas.
Una vez pasada la zona de grietas, se debe cruzar un glaciar que lleva a una ladera muy inclinada. Esta ladera suele escalarse con cuerda fija, instalada previamente por los guías, hasta la cima. La dificultad en ascender a la cima es, por tanto, la gran pendiente.
En la cima, aunque el monte Everest está a solo 10 kilómetros de distancia al norte, la vista del mismo está bloqueada por la enorme mole del Lhotse, que se alza 2300 m sobre la cima del Island Peak.

### Grieta
Una sustancial grieta cercana a la pared que da acceso a la arista cimera es uno de los motivos principales para que muchos alpinistas se den la vuelta.
En abril de 2009, la Nepal Mountaineering Association instaló escaleras de aluminio en la grieta principal. A fecha de la temporada de otoño 2016, una escalera fija de 5m de aluminio se usa para cruzar la grieta.